# Црква Светих апостола Петра и Павла у Новом Саду
Гркокатоличка црква у Новом Саду налази се на углу улице Светозара Милетића и Јована Суботића у маленој порти. Већина верника су новосадски Русини, који се у град досељавају половином 18. века.
Ова црква изграђена је у класицистичко-барокном стилу, а посвећена је апостолима Петру и Павлу. Изградња богомоље је почела 1820. године, да би тек 1847. била завршена. За иконостас се претпоставља да је дело Арсе Теодоровића или Ивана Иванића.
У Буни, приликом бомбардовања 1849. године пуком срећом није страдала јер ју заобишла ватрена стихија као и канонада са Тврђаве. Млади аустријски цар Фрања Јосиф посетио ју је 1852. године.
Преко пута ње налази се парохијски дом са пространим двориштем из 1820. године. Парохијски дом је реновирањем, нажалост, доста изгубио од првобитног стила. Најчувенији свештеник ове цркве био је песник Јован Храниловић, родом из Жумберка.
Године 1997. црква је прославила 150. годишњицу свог постојања када је у потпуности реновирана. Тада је црквени одбор одлучио да се на прочеље храма поставе три иконе урађене у техници мозаика: икона Св. Павла, икона Св. Петра и централна икона Исуса на плаштаници са крстом изнад главе. Ове три иконе заједно сачињавају величанствени триптих. Израдио их је будимпештански професор ликовне уметности Ласло Пушкаш. Пушкаш је иконе израдио у византијском стилу, у техници мозаика приликом чега је користио посебно израђене делове од муранског стакла из Венеције. Употребљено је чак 35 боја. Стакло је направљено у чувеној фабрици «Олсони» на острву Мурано у Венецији. Читаву обнову цркве финансирала је породица Колесар из Новог Сада.
Гркокатоличка парохија у Новом Саду постоји од 1780. године и припада Гркокатоличкој епархији Светог Николе у Руском Крстуру.
Гркокатолицизам у свом учењу обједињује елементе и римокатоличке и православне цркве. 

## Галерија
- Гркокатоличка црква у Новом Саду
- Гркокатоличка црква у Новом Саду
- Гркокатоличка црква у Новом Саду
- Гркокатоличка црква у Новом Саду - унутрашњост
- Гркокатоличка црква у Новом Саду - иконостас
- Гркокатоличка црква у Новом Саду - иконостас